# Fattore Rho
Il Fattore Rho è una proteina procariotica coinvolta nella terminazione della trascrizione.
In Escherichia coli, è un esamero di identiche subunità di ~275 kD. Ogni subunità ha un dominio di legame all'RNA ed un dominio di idrolisi dell'ATP. Rho è un membro della famiglia delle elicasi ATP dipendenti, che funziona come fattore ancillare dell'RNA polimerasi.

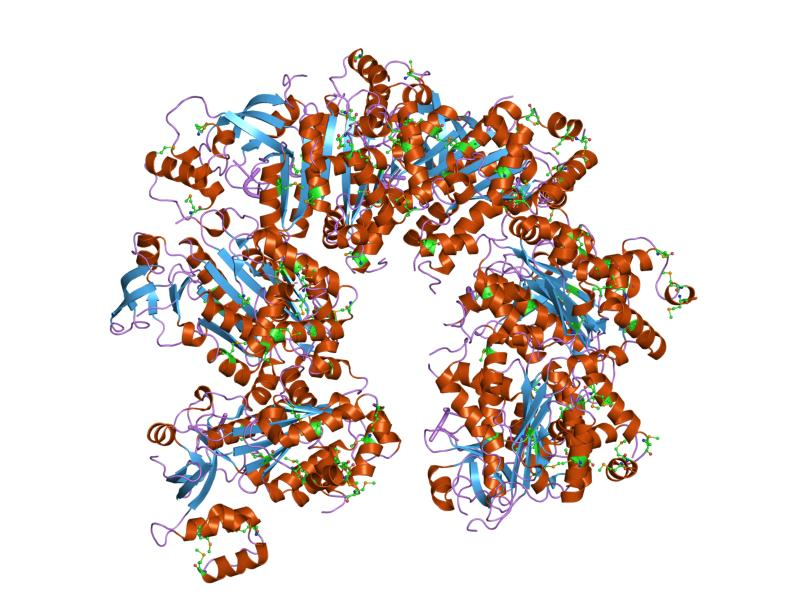
Struttura molecolare della proteina.

La funzione chiave di Rho consiste nella sua attività di elicasi, per la quale l'energia è fornita dall'idrolisi dell'ATP. Il sito iniziale di legame è un'estesa regione a singola elica (~70 nucleotidi, qualche volta 80-100), ricca in citosina e povera in guanina, chiamato rut (Rho utilization site), a monte della reale sequenza di terminazione. Sono state trovate molte sequenze di legame per esso. Rho si lega all'RNA e usa la sua attività ATPasica per fornire l'energia necessaria per muoversi lungo l'RNA, fino al raggiungimento della regione a doppia elica RNA-DNA, dove svolge la struttura ibrida. L'RNA polimerasi si ferma alla sequenza di terminazione, perché è presente un sito chiamato Rho-sensitive pause (distante 100 nucleotidi).
Una mutazione nonsenso in un gene di un operone, impedisce la traduzione dei geni successivi presenti nell'unità. Questo effetto è chiamato mutazione polare. Una causa comune è l'assenza di mRNA corrispondente alle parti distali dell'unità. Normalmente ci sono terminatori Rho-dipendenti all'interno dell'unità trascrizionale che non vengono utilizzati, perché il ribosoma impedisce a Rho di raggiungere l'RNA polimerasi. Ma una mutazione nonsenso rilascia il ribosoma, in modo che Rho è libero di attaccare e/o muoversi lungo l'RNA polimerasi, consentendo ad essa di agire sul terminatore. Come risultato, l'enzima viene rilasciato, e le regioni distali della unità di trascrizione non vengono mai trascritte.